# Павловский дворец
Павловский дворец — памятник архитектуры XVIII — первой трети XIX веков. Расположен в Павловске, в центральном районе Павловского парка (Садовая улица, 20), вместе с которым образует дворцово-парковый музей-заповедник (ГМЗ) «Павловск».
До 1786 года строительством дворца занимался Чарлз Камерон, с 1796 по 1800 год архитектором построек дворца был Винченцо Бренна, в 1800 году к отделке был привлечён Джакомо Кваренги, с 1803 года — А. Н. Воронихин, в 1822 году К. И. Росси оформил один из фасадов.

## Внешний вид

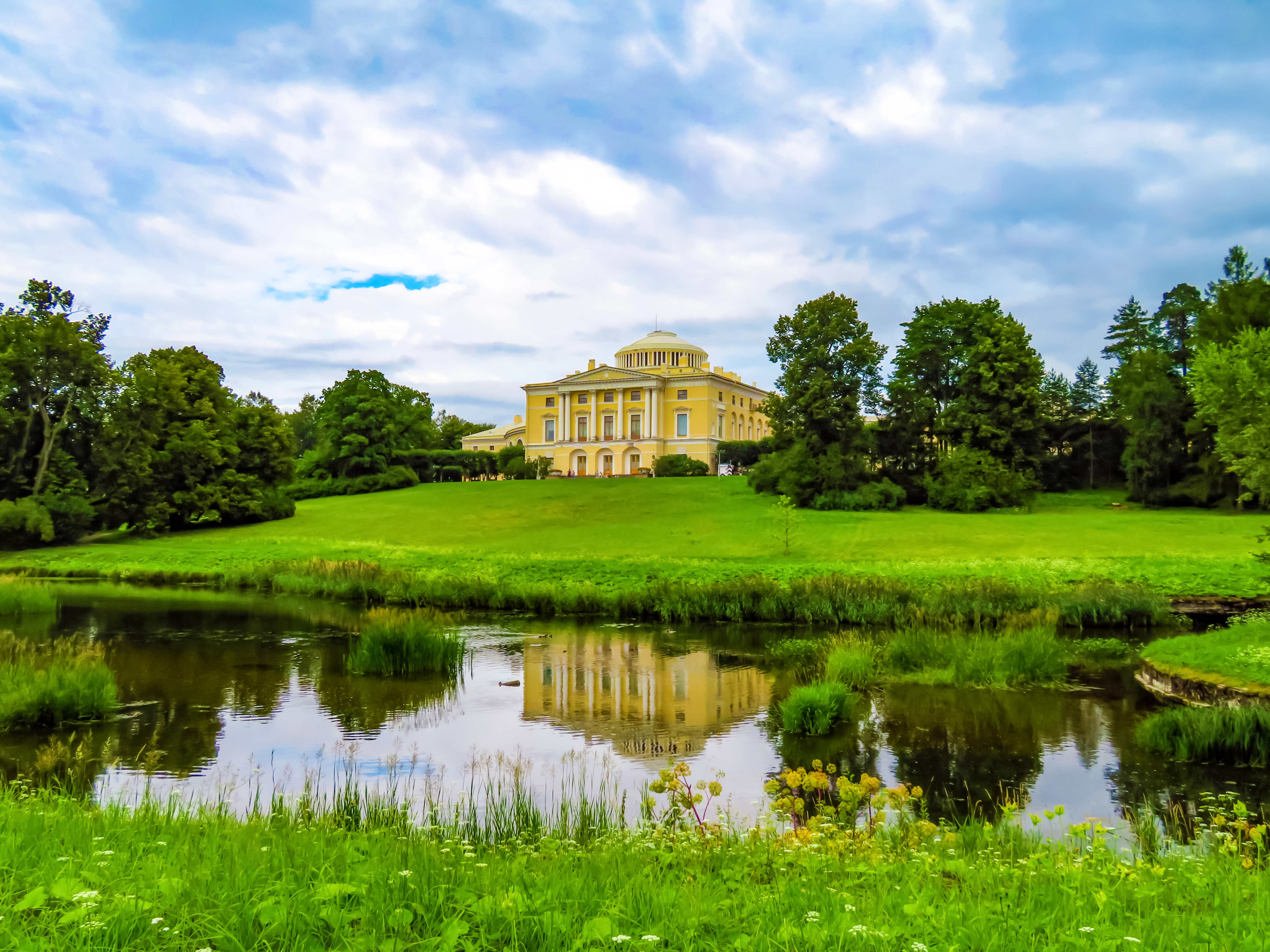
Западный фасад дворца

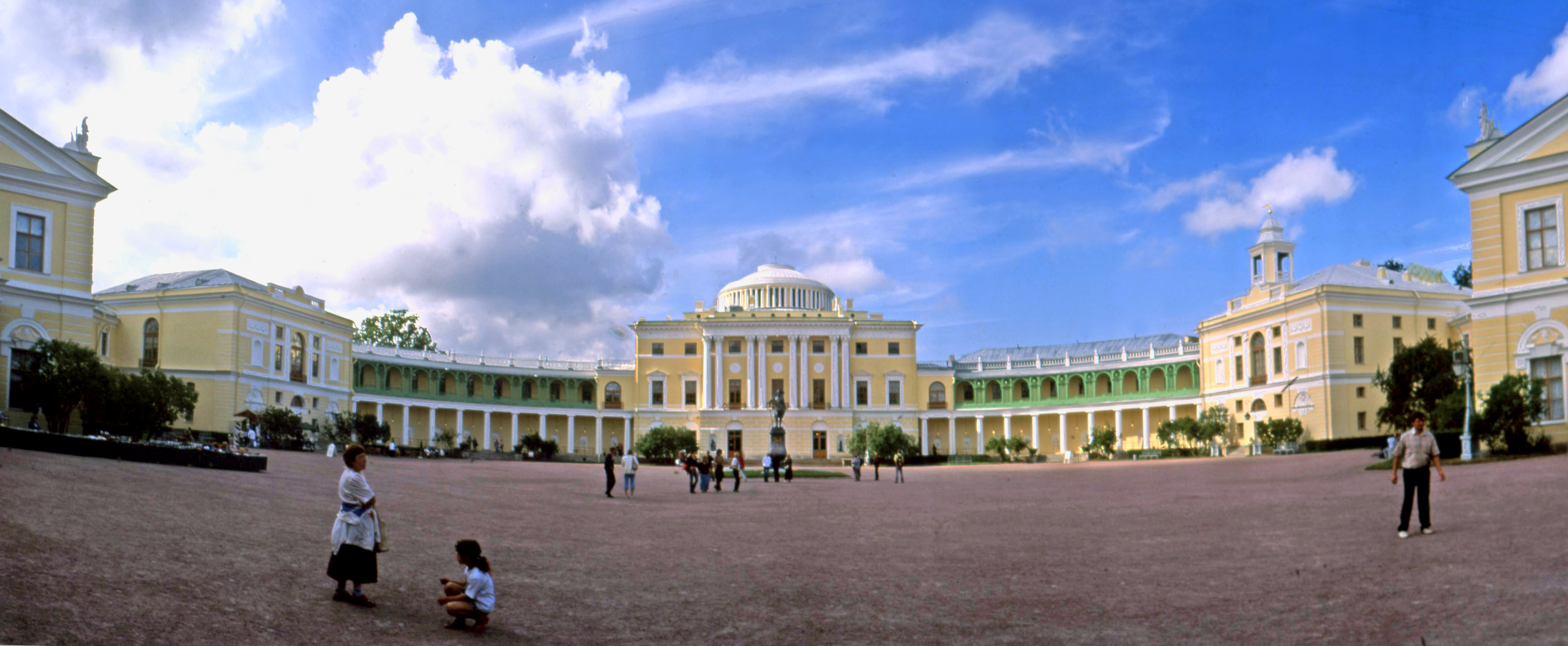
Главный фасад

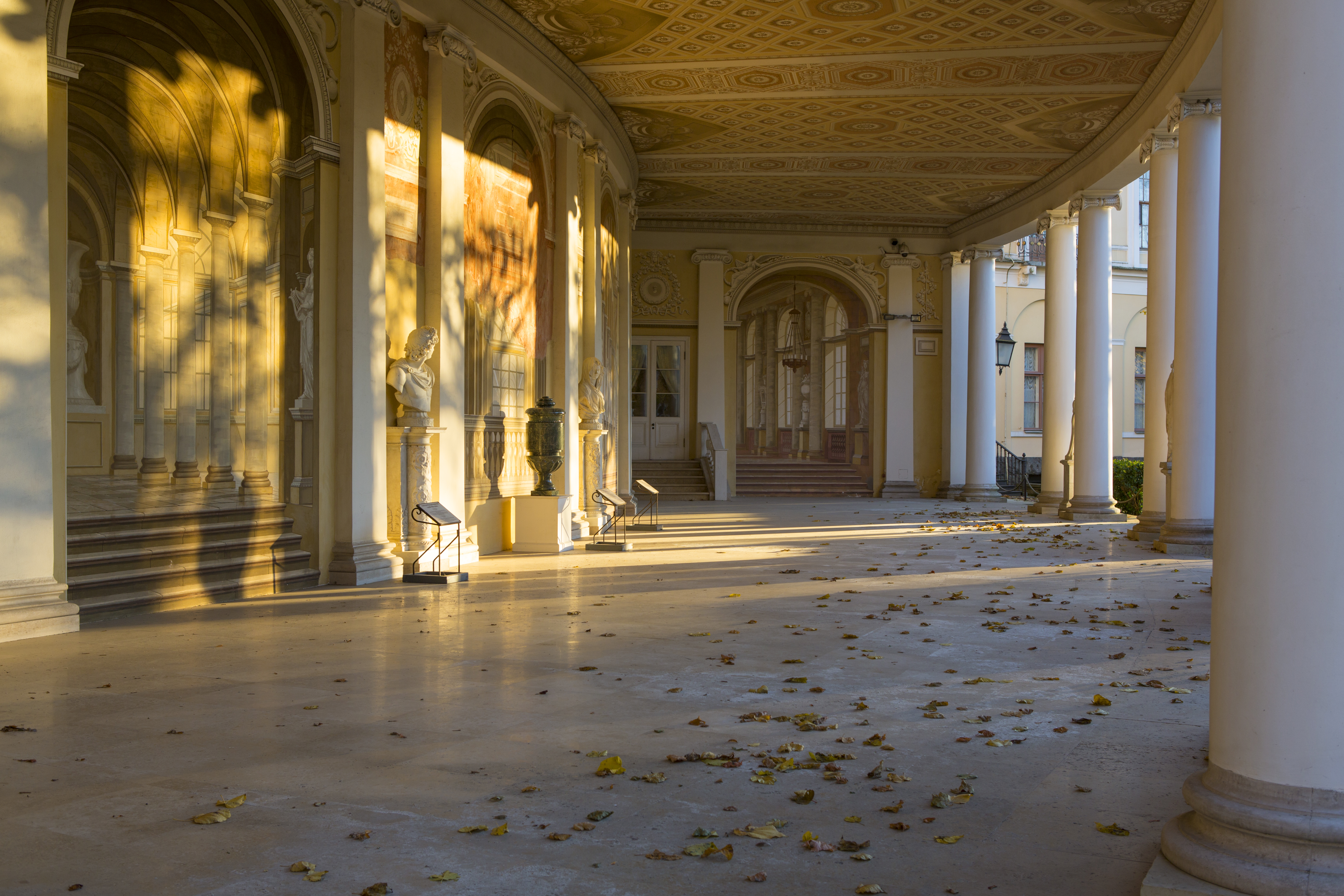
Галерея Гонзаго

Дворец стоит на возвышенности, река Славянка омывает её с трёх сторон. Предположительно Камерон планировал поднять уровень воды запрудами, чтобы здание отражалось в ней; частично это было осуществлено, западный фасад отражается в воде запруды у Чёрного моста.
Изначально у дворца был главный трёхэтажный корпус и два флигеля, из главного корпуса в боковые, квадратные в плане, вели полукруглые низкие колоннады, образующие подковообразный двор. Все фасады были сделаны разными, с учётом восприятия с расстояния. Центр главного восточного фасада подчёркнут ризалитом и портиком в семь осей без фронтона (что подчёркивает горизонтальный протяжённый антаблемент) с попарно стоящими коринфскими колоннами. Первый этаж рустован, на нём находятся жилые помещения. Стены украшены плоскими арками с окнами и дверьми и нишами по сторонам от входа. На втором этаже находятся парадные залы, у его окон по сторонам от портика есть наличники и сандрики с треугольными фронтонами. Балконные двери застеклены, над ними — три круглых медальона с изображениями аллегорий искусств (Архитектуры, Скульптуры и Живописи). На третьем этаже расположены служебные помещения, его фасад не украшен. Здание окрашено в золотистый и белый цвета.
Ордер по сравнению с классическим обладает уменьшенным антаблементом, неполон, что создаёт впечатление лёгкости колоннады. Выбор коринфского ордера в целом редок для Камерона.
Над центральным Итальянским залом сделан купол с низким широким барабаном (что смягчает переход от кубического корпуса к плоскому куполу), окружённый 64 каменными дорическими колоннами — этот приём в русской архитектуре Камерон использовал первым.
С западной стороны также сделан портик, у него пять осей, колонны более редкие, сдвоены только по краям, у портика есть невысокий треугольный фронтон с лепным декором в тимпане. За счёт отличий в оформлении восточный фасад, композиционно связанный с галереями, кажется шире, а западный — выше.
В правом служебном флигеле была расположена кухня, в левом жили придворные слуги. После надстроек Бренны у корпусов появились башенки, в южном разместили церковь, башня этого флигеля стала колокольней, а в северной поставили часы с боем работы Фридриха Герстенберга, детали которых были изготовлены на Ижорском заводе.
Северный фасад оформлен строго (одним из его украшений являются деревья, растущие на его фоне, подобранные по контуру и цвету листвы), на южном сделаны глубокие ниши и пышно обрамлены окна, он выходит к Собственному садику. На всех фасадах сделаны объединяющие их междуэтажные тяги, карниз и широкий фриз с листьями аканта.
Винченцо Бренна украсил фасады возведённых им корпусов вензелями и коронами владельцев дворца и военной арматурой, в торцах флигелей поставил четырёхколонные порталы, связывая композиционно новые и старые здания в один ансамбль.

## Интерьеры
На втором этаже Камерон создал три анфилады: Среднюю по главной оси (парадный вестибюль, Итальянский зал, Танцевальный (Греческий) зал), Северная (комнаты и гостиная Павла) и Южная (комнаты и гостиная Марии Фёдоровны, в отдельных источниках — Восточная анфилада). Большая часть интерьерных задумок Камерона не была осуществлена, так как заказчики отказались приобретать коллекции и материалы по его плану, решив ориентироваться на собственный вкус (частично это объясняется их финансовой зависимостью от императрицы).
Деление на анфилады продольными стенами существует на всех трёх этажах. Северная анфилада первого этажа предназначалась для встреч и увеселений вне парадных приёмов, на третьем этаже были помещения для придворных.
Помещения южного полуциркульного корпуса изначально предназначались только для Павла I, после его смерти были переделаны Кваренги для Марии Фёдоровны. Послевоенное восстановление помещений состоялось в 1959—1960 годах. Парадная южная анфилада была восстановлена к 1967 году.
В отдельных жилых помещениях первого этажа сохранились детали декора Камерона, для многих помещений мебель была создана по рисункам Воронихина, также мебель и многие фарфоровые вазы и настольные украшения из слоновой кости и янтаря были сделаны для дворца по замыслу Росси. Отмечается, что со временем владельцы дворца нарушали исходный замысел зодчих, в частности, перенося мебель и перевешивая картины; при послевоенной реставрации были предприняты усилия по восстановлению замысла создателей здания.
Всего во дворце и примыкающих корпусах более 300 помещений общей площадью более 11 540 кв м, из этих помещений 45 открыты для обзора.

### Итальянский зал

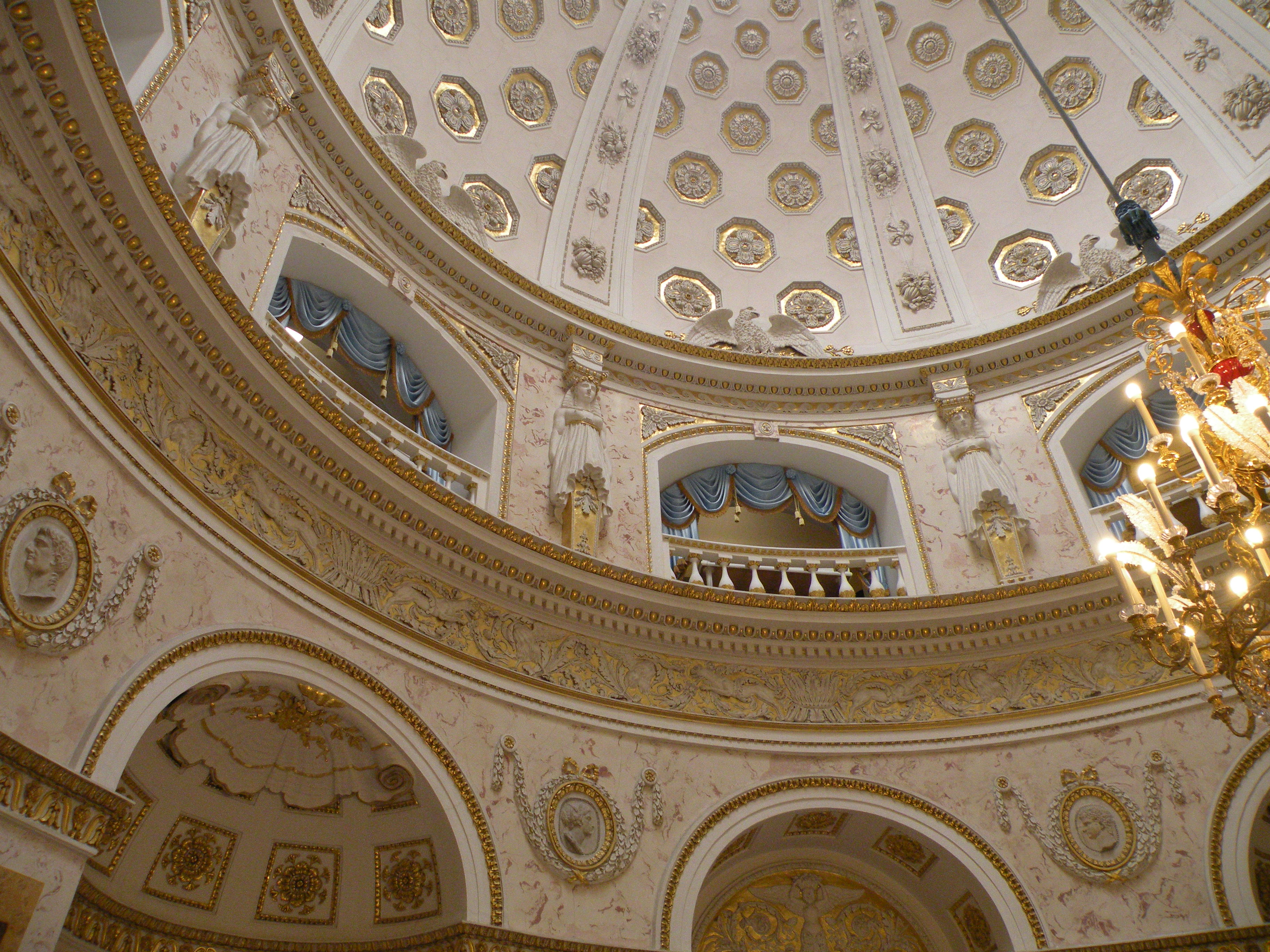
Итальянский зал

Зал также известен как Купольный зал и Круглый зал. Это зал-ротонда с куполом в центре дворца, композиционно близкий Храму Дружбы по расположению ниш и симметрии. В оформлении использованы большой и малый ордера, подчёркнуты этажные членения между вторым и третьим этажами. Нижняя часть зала сделана светлее, ниши верхнего яруса — темнее. Зал облицован светло-сиреневым искусственным мрамором, освещается через фонарь в центре купола. У зала мраморный пол, под куполом есть хоры для оркестра.
Заказчики отказались от плана украсить зал колоннами, но согласились купить для него античные скульптуры. Завершал оформление зала Винченцо Бренна, после пожара зал восстанавливал А. Н. Воронихин. При реставрации Воронихин заново отделал хоры зала.
Реставрация зала после Великой Отечественной войны завершилась в 1964 или в 1965 году.

### Греческий (Танцевальный) зал

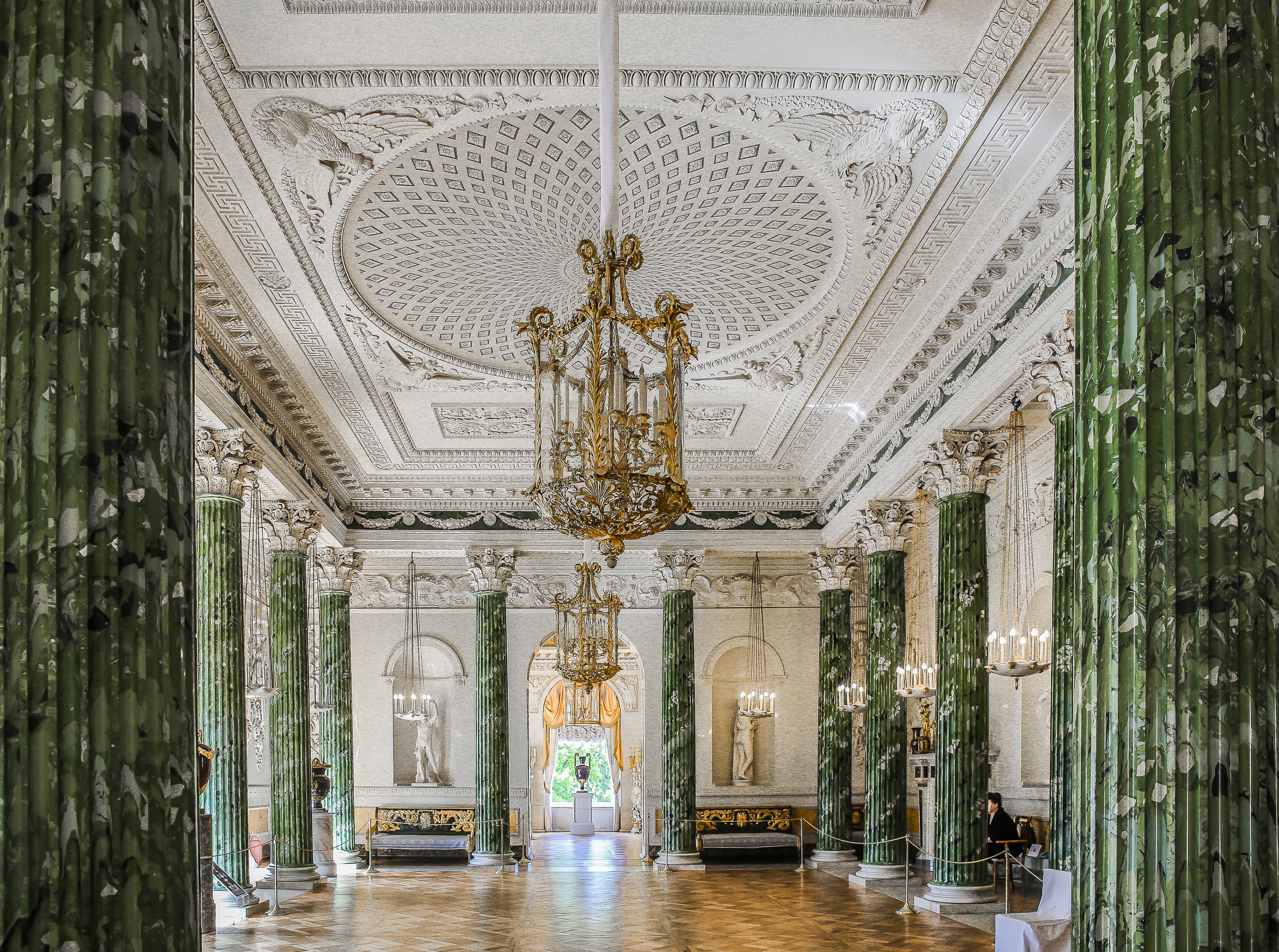
Греческий зал

Светлый, просторный, прямоугольный в плане, завершает среднюю анфиладу. Также известен как Большая гостиная, Большая зала, Колонный зал. Был задуман Камероном как античный зал из белого каррарского мрамора, предназначался для торжественных приёмов и балов. Ряд исследователей предполагает, что колонны были сделаны по проекту Бренны или Воронихина, сильно изменивших интерьеры, но у авторства Камерона есть документальное подтверждение.
Стены облицованы белым полированным искусственным мрамором, в нишах поставлены копии античных статуй, над стенами идёт лепной фриз с грифонами и растениями. По бокам от входа стоят инкрустированные мрамором, агатом и ляпис-лазурью камины.
У зелёных колонн коринфский ордер, белые капители, они сделаны деревянными с мраморной облицовкой, не несут конструктивного значения (полые внутри), но на них опираются украшенные балки, на которых размещён потолок с лепниной и живописной вставкой по центру.
Название залу дано за сходство с греческими внутренними дворами с колоннадами по периметру и украшениями статуями. При реставрации после пожара А. Н. Воронихин разместил в зале между колоннами свисавшие на золочёных бронзовых цепях мраморные светильники, украсил помещение большими вазами в античной стилистике из ценных алтайских камней и резной мебелью, покрашенной под тёмную и золочёную бронзу. По его проекту была сделана потолочная роспись и лепка в углах.
Зал открыт после реставрации в 1967 году.

### Танцевальный (Зеркальный) зал

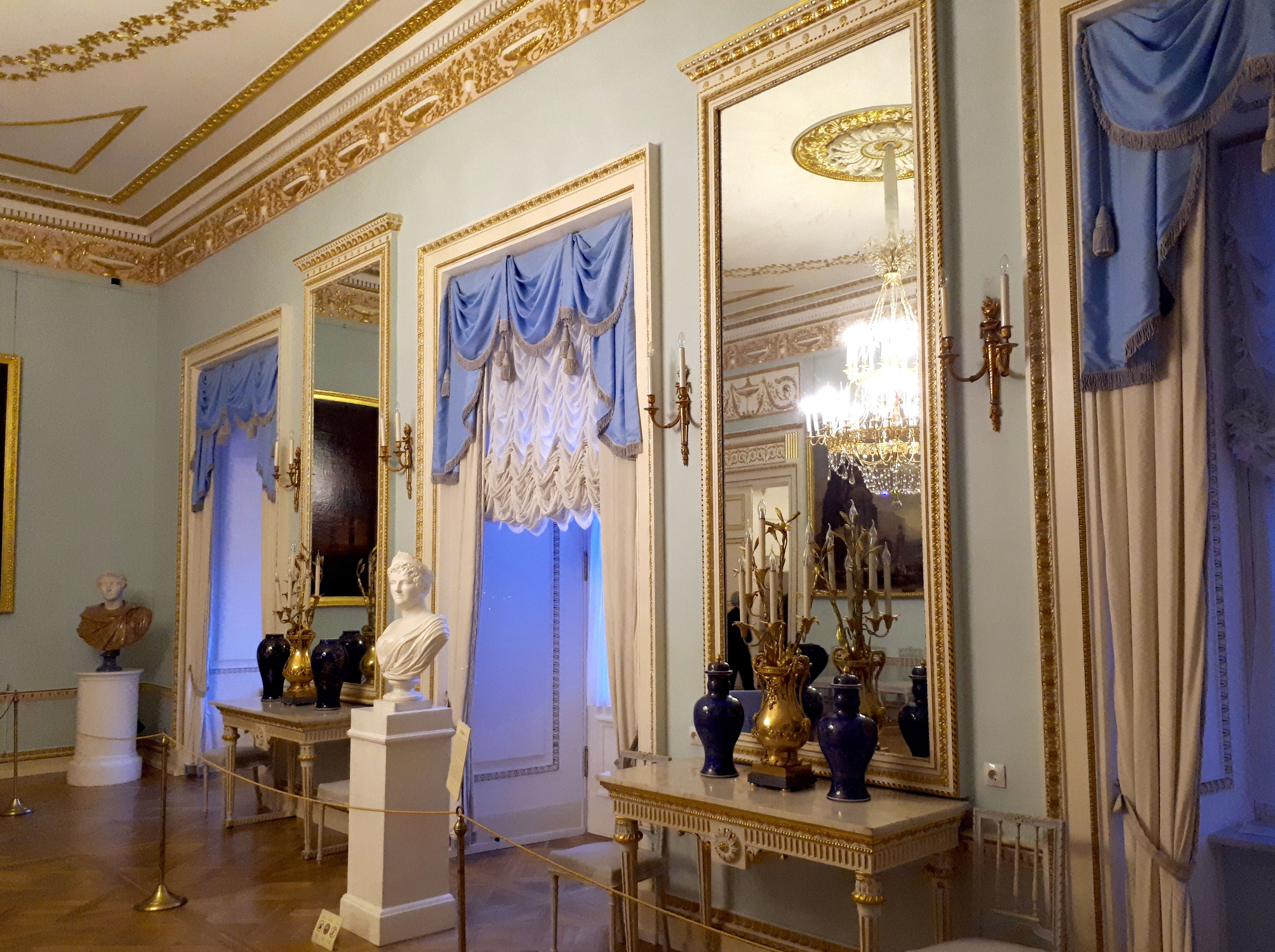
Танцевальный зал

Позолоченный лепной фриз с растительным узором и вазами предположительно относится к элементам декора времён Камерона. В зале были размещены зеркала, которые после смерти Павла заменили на картины Ю. Робера, помещение было восстановлено в варианте с картинами.

### Залы Войны и Мира

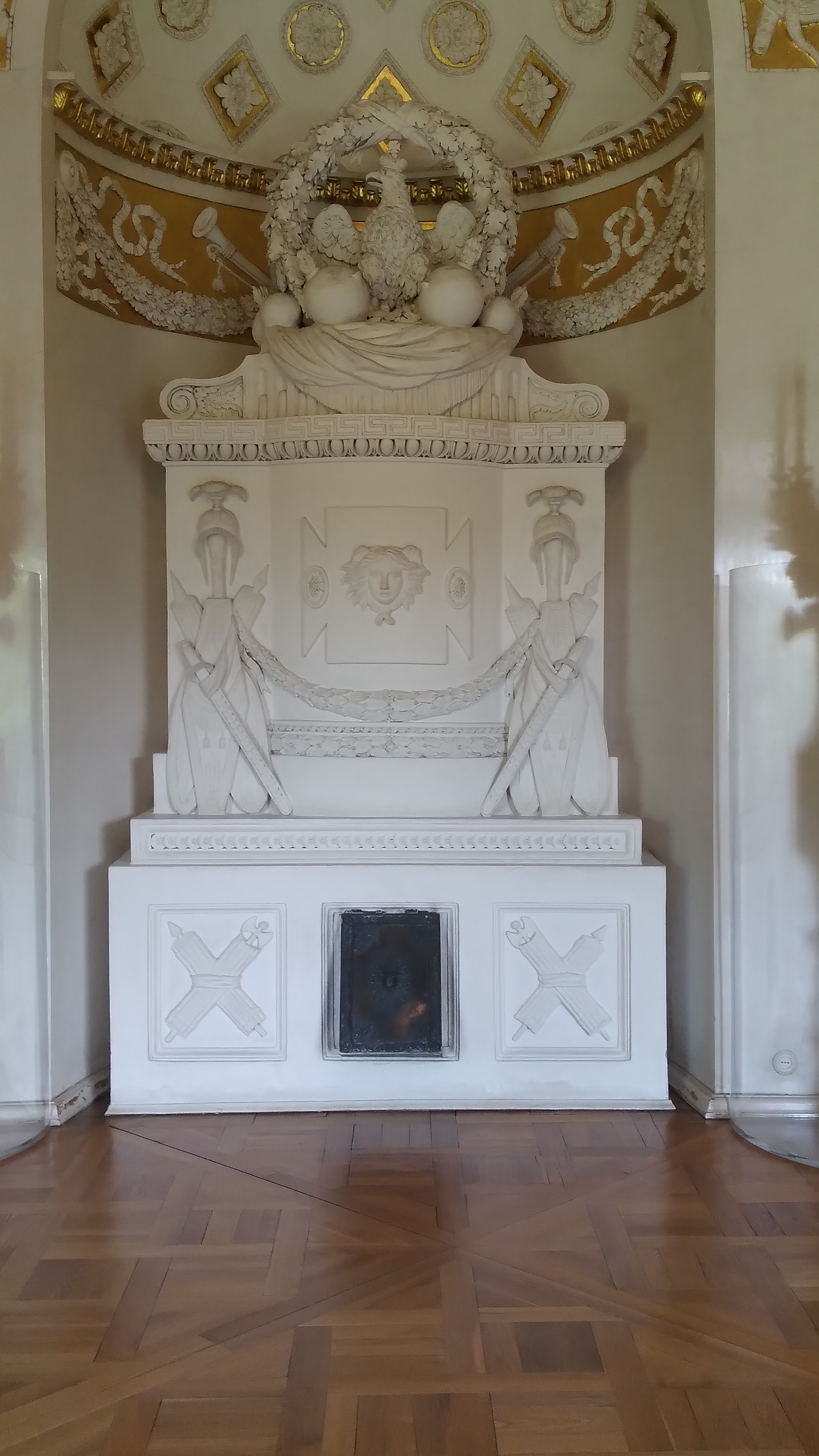
Зал Войны

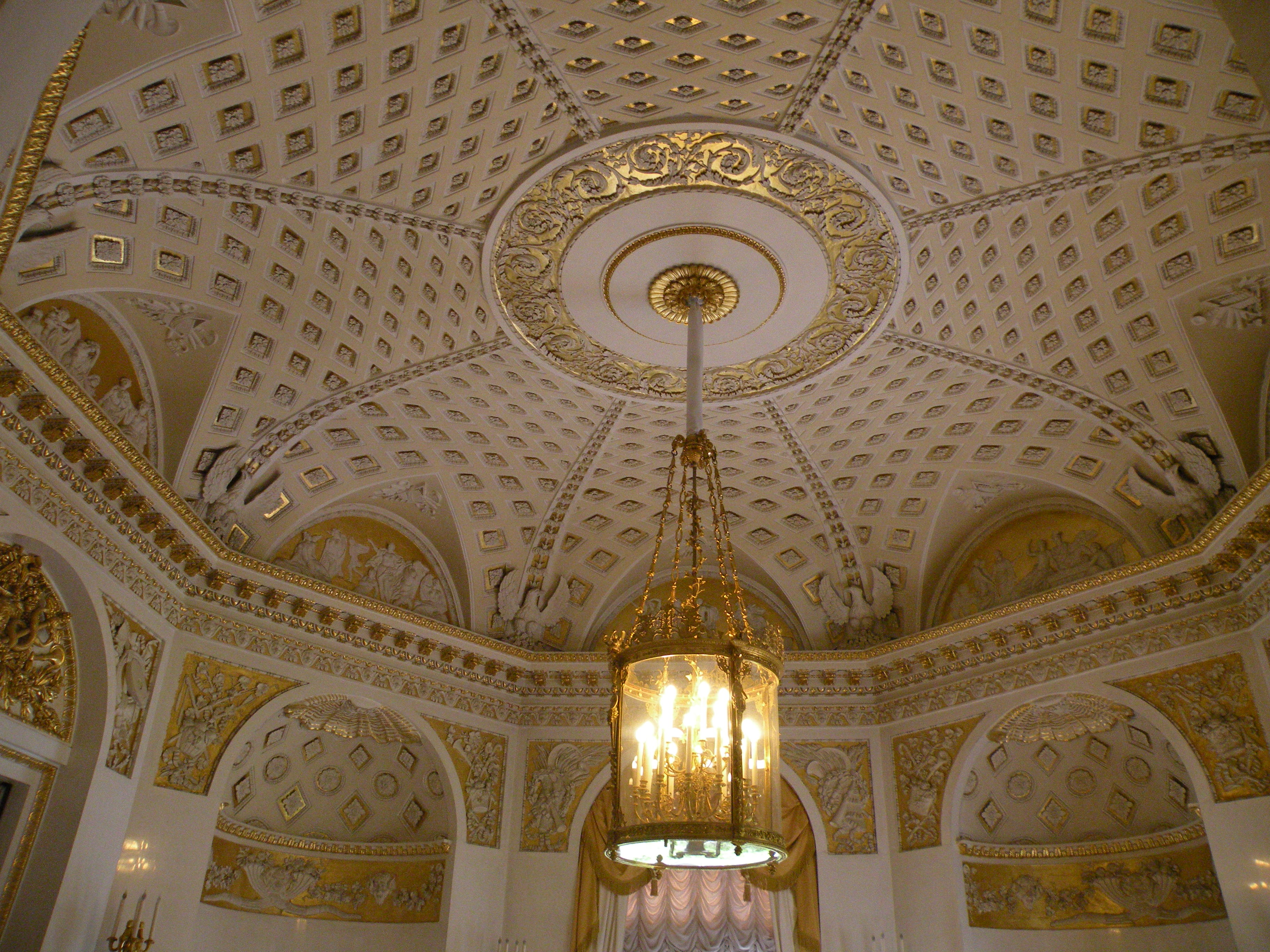
Зал Мира

Симметрично расположенные восьмиугольные в плане светлые бывшие гостиные Южной и Северной анфилад. Перекрытия залов и лепные полукруглые панно с барельефами на античные темы сделаны по проекту Воронихина. Зал Войны был приёмным залом Павла I, зал Мира — приёмной Марии Фёдоровны; в зале Войны был поставлен трон, поэтому он также известен как (малый) Тронный зал.
Зал Войны украшен преимущественно арматурой, в люнетах перекрытия — рельефами со сражающимися римлянами. После пожара Воронихин восстановил не все детали перегруженного интерьера и свёл цвета помещения к белому и золотому для усиления торжественности.
Лепные украшения зала Мира расположены по той же схеме, что и в зале Войны, но в люнетах танцуют женщины в античных одеждах, а лепнина посвящена сельскому хозяйству и музыкальным инструментам.
Оба зала были восстановлены и открыты в 1964 году.

### Тронный зал
Зал площадью около 400 квадратных метров был задуман Бренной как парадная столовая, его украсили лепниной с фруктами, цветами и музыкальными инструментами. Затем было решено проводить здесь же официальные приёмы; тогда в срезанных углах сделали ниши с обильно украшенными печами. Оконные проёмы оформили арками, по сторонам которых установили монументальные парные гипсовые скульптуры кариатид высотой 2,5 м, созданные по эскизам В.Бренны выдающимися русскими скульпторами И. П. Мартосом (правая) и М. И. Козловским (левая) в 1798 году. Двери сделали из красного дерева с позолоченным декором. Ниши, двери, печи украсили скульптурой. Для визуального увеличения невысокого помещения Гонзаго создал эскиз росписи, но проект не был осуществлён, так как Павел I умер. Зал не был завершён вплоть до реконструкции в 1957 году; было принято решение не только возобновить существовавший декор, но и осуществить проект.
В 1956—1958 годах фигуры кариатид воссоздали скульпторы Надежда Ивановна Мальцева (правую, Мартоса) и Тамара Петровна Шабалкина (левую, Козловского).
Рядом с залом расположены небольшие Оркестровая и Буфетная.

### Бильярдная комната

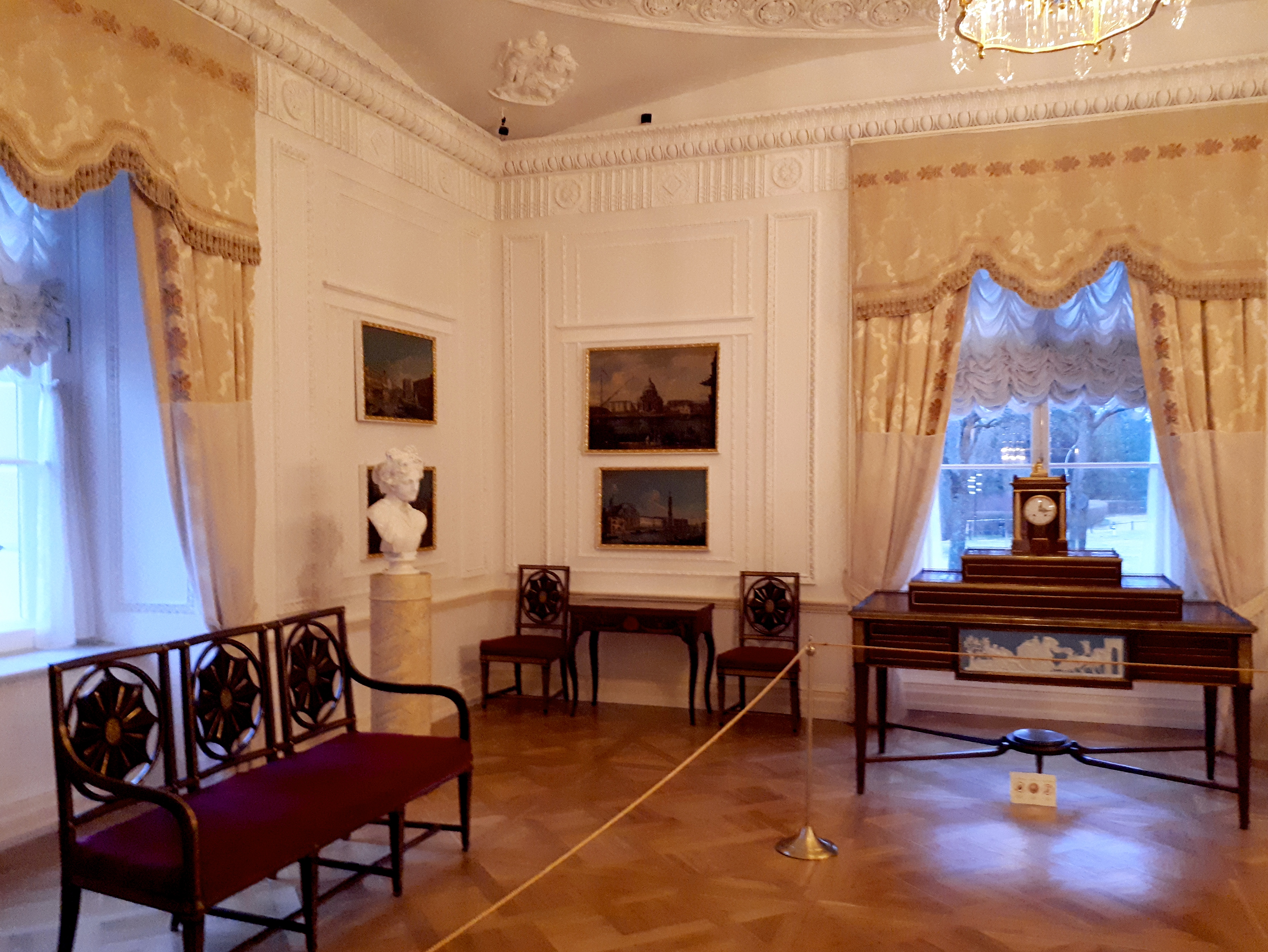
Бильярдная комната

Помещение первого этажа, созданное в 1784—1786 годах. При реставрации лепки и декора использовались сохранившиеся авторские чертежи, лепку потолка в сравнении с изначальной менял Воронихин. Помещение воссоздано по чертежам и шаблонам Камерона В. Б. Можанской в 1969 году.

### Столовая

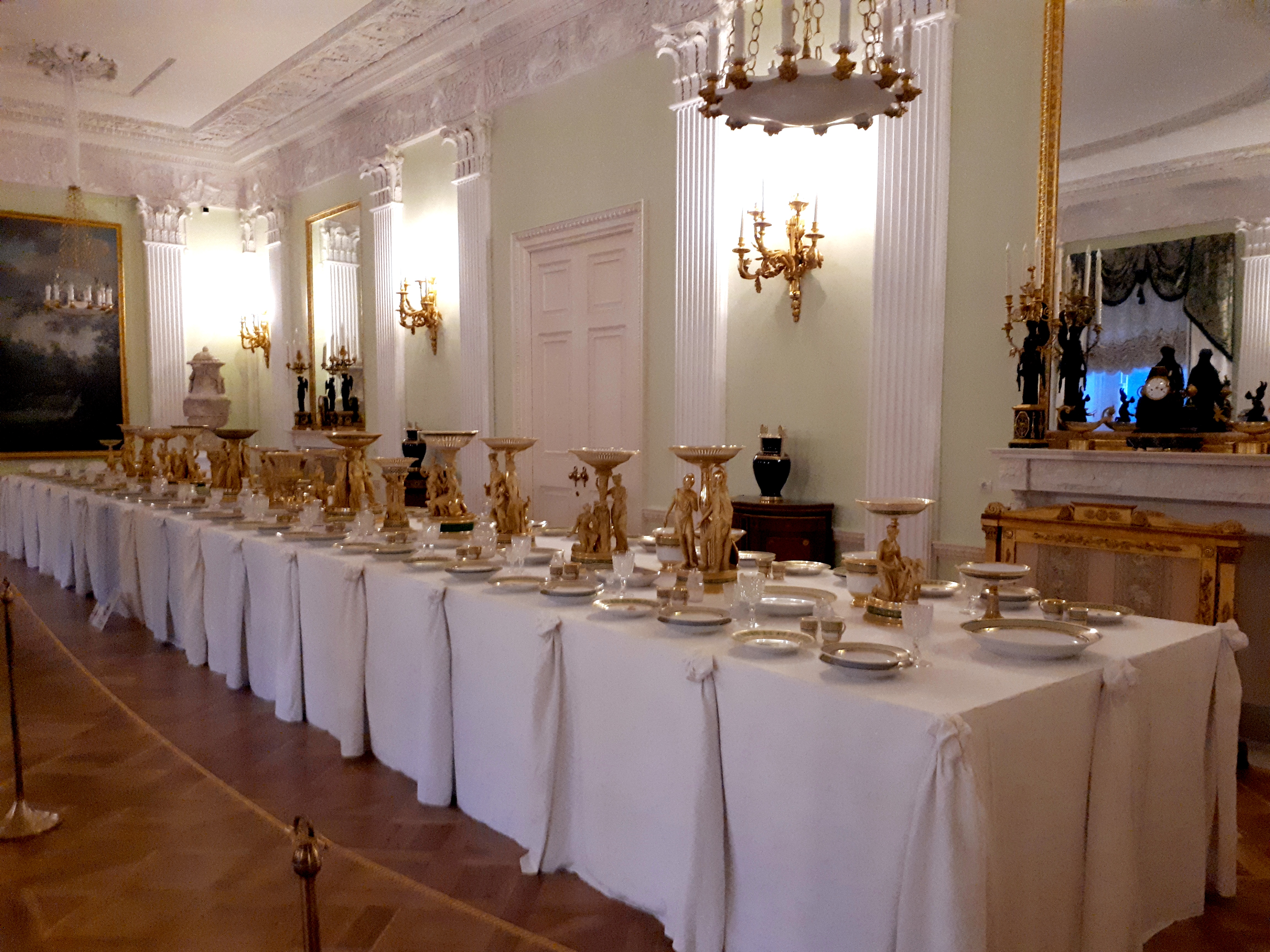
Столовая

Самый большой зал первого этажа, для которого сохранились авторские чертежи плафона, рисунки фриза и капителей пилястр, лепку потолка в сравнении с изначальной менял Воронихин. Три окна зала выходят к долине реки Славянки, напротив окон расположены два камина и дверь. Стены украшены каннелированными коринфскими пилястрами, на которых расположен лепной фриз из стилизованных растительных завитков, между которыми расположены то геральдические львы, то гении.

### Картинная галерея

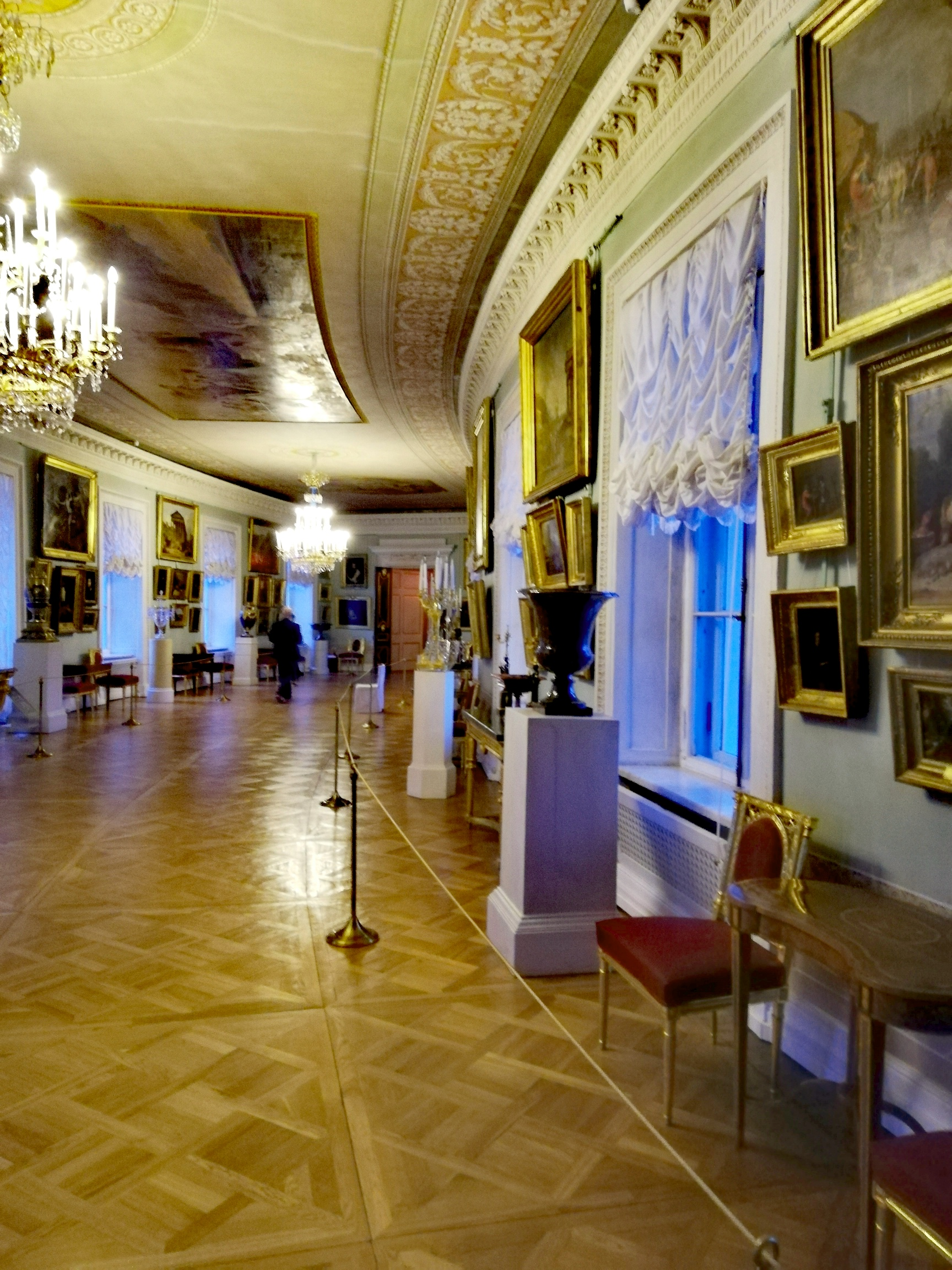
Картинная галерея

Одно из помещений, появившихся во дворце благодаря пристройкам Винченцо Бренны.
В 1803 году пожар практически не затронул галерею, она не подвергалась перестройкам. Стены окрашены в зеленоватый, не мешающий восприятию картин нейтральный тон. На лепном карнизе плоское перекрытие, расписанное в технике гризайль по периметру орнаментальной лентой. В средней части перекрытия находились три картины Я. Меттенлейтера — два десятигранных холста «Игры амуров» и изменённая копия Гвидо Рени «Триумф Авроры». В 1944 картины были уничтожены, воссозданы при реставрации зала.
Переход от галереи к корпусу сделан в виде круглого кабинета, отделанного искусственным мрамором со вставками синего стекла и росписью на вставках. На средней части потолка расположен живописный плафон, визуально увеличивающий помещение.
Открытие зала после реставрации состоялось в 1958 году.

### Церковь

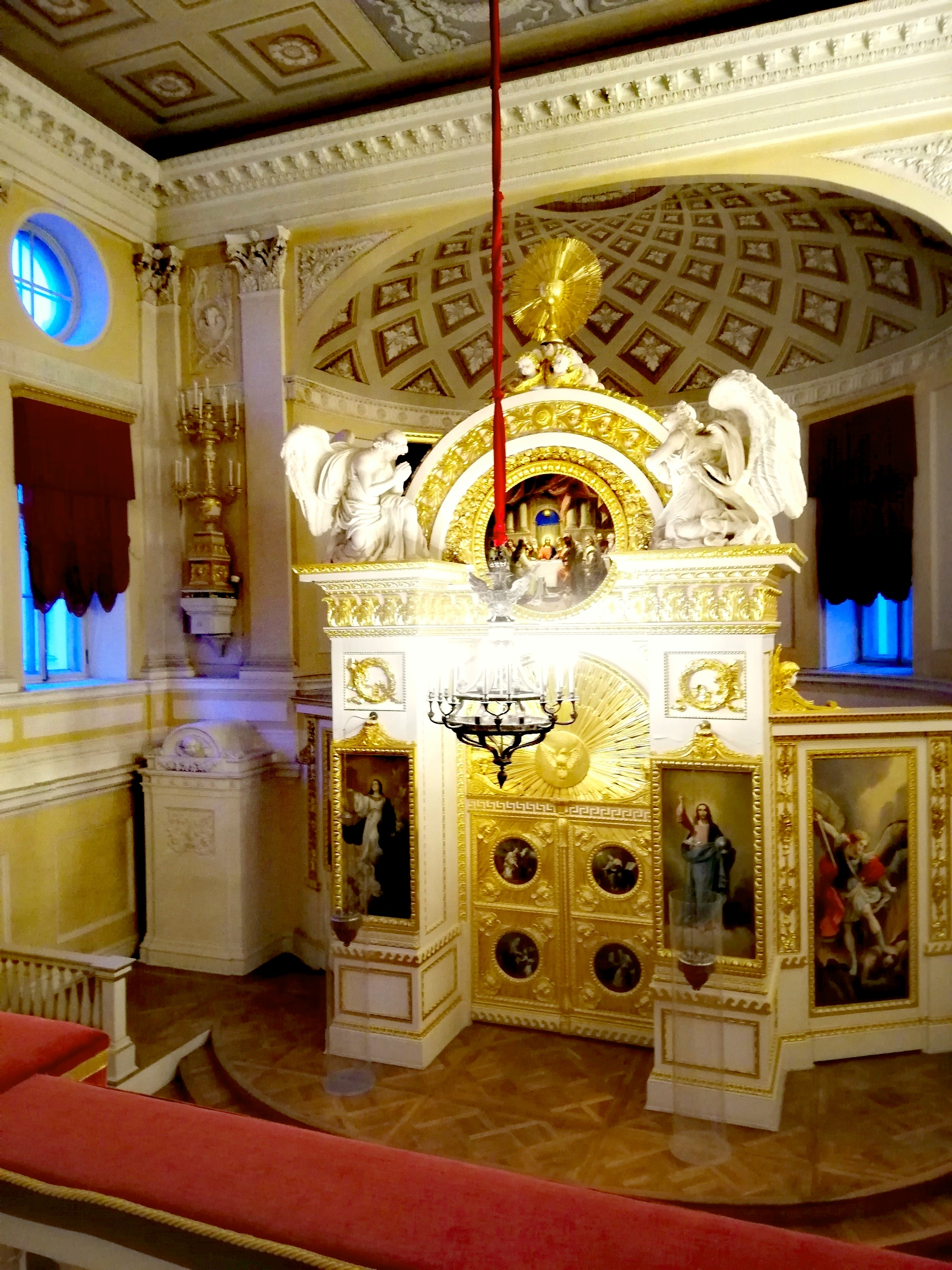
Церковь

Одно из помещений, появившихся во дворце благодаря пристройкам Винченцо Бренны. По оформлению напоминает католическую церковь.
Стены зала расчленены на два яруса, нижний трактован как постамент, его украшают только филенки, верхний ярус — парадный, украшенный попарными колоннами коринфского ордера. На северной стене двусветные окна, на южной — религиозные полотна. Эскизы росписи перекрытия и конхи абсиды сделаны по эскизам Бренны, в центре плафона вставлена картина Я. Меттенлейтера «Обращение Савла». Помещение полностью сгорело в 1944 году, восстановлено по чертежам С. В. Поповой-Гунич в 1977 году.
В 1964 году помещение использовалось для выставки о восстановительных работах во дворце. Также выставка показывала историю создания художественного ансамбля Павловска.

### Кавалерская комната
Одно из помещений, появившихся во дворце благодаря пристройкам Винченцо Бренны. Помещение при Павле было местом приёмов (причём только членов Мальтийского ордена), во второй половине XIX века оно стало чем-то вроде музея скульптуры (и с тем же назначением использовалось на 1985 год). Открытие зала после реставрации состоялось в 1957 году.

### Пилястровый кабинет

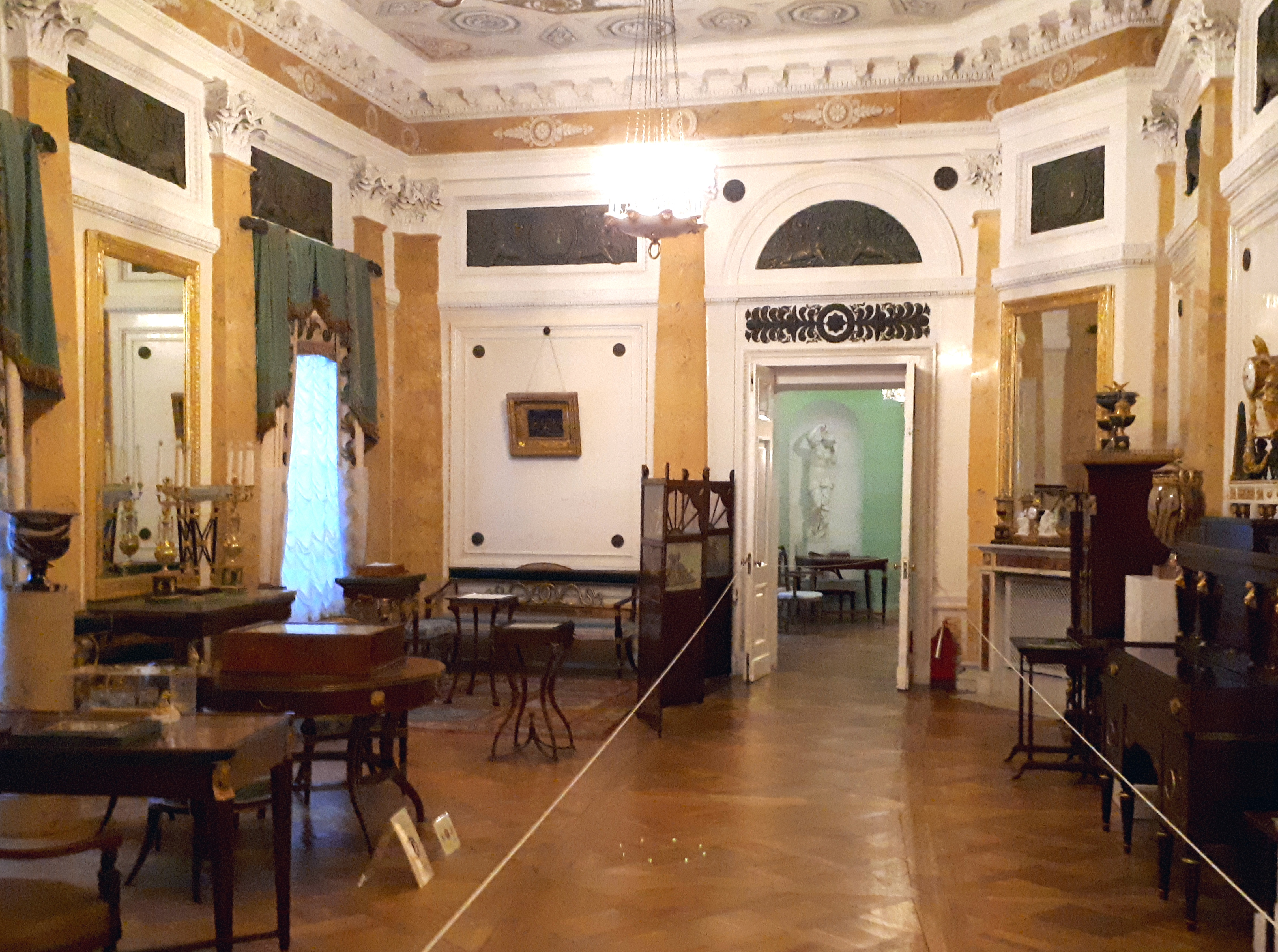
Пилястровый кабинет

Создан в 1801 году по проекту Кваренги, по его рисункам была сделана мебель. Зал слегка изогнут по полукругу, его стены облицованы белым искусственным мрамором, украшены золотистыми пилястрами. Между пилястрами под карнизом находятся прямоугольные и полукруглые барельефы, раскрашенные под тёмную бронзу. На плоском перекрытии в технике гризайль сделан пояс кессонов. В помещении проходили чтения произведений поэтов и писателей первой четверти XIX века: Фонвизина, Крылова, Жуковского, Карамзина.
При реставрации кабинет дополнили мебелью, созданной по проектам Воронихина. Открытие кабинета после реставрации состоялось в 1960 году.

### Фрейлинская комната
Комната Южной (Восточной) анфилады для придворных дам, оформленная Бренна. Стены облицованы искусственным мрамором нежных оттенков, их расчленяют прямоугольные панно, на плафоне сделан тонкий лепной узор. В комнате стоит золочёная мебель в стиле Людовика XVI и висят картины французских художников (Ж.-Б. Грёза, Шарля Ван Лоо, Юбера Робера).

### Парадный (Верхний) вестибюль и Парадная лестница

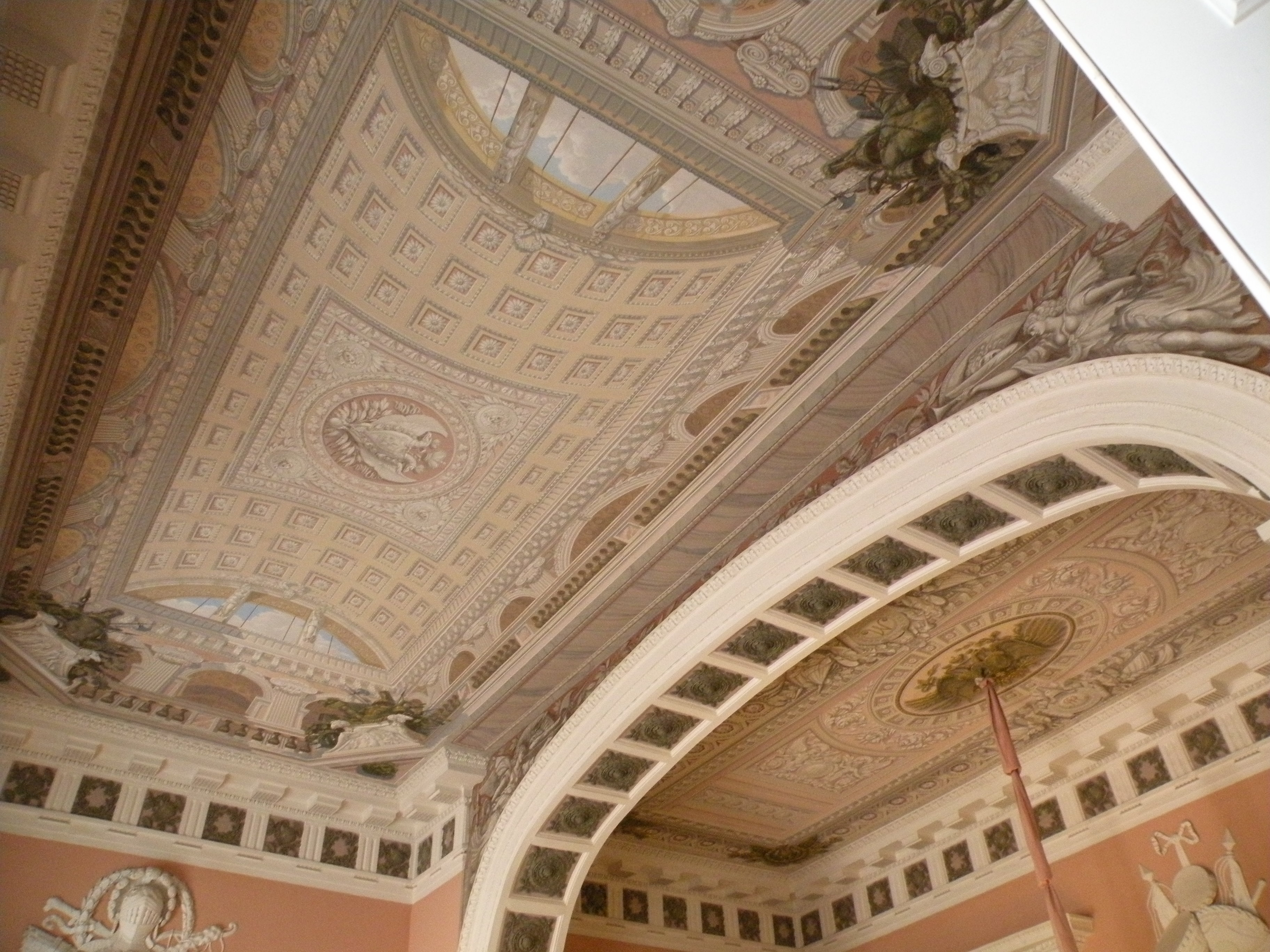
Роспись потолка Парадного вестибюля

Относится к центральной анфиладе, через его балконные двери виден парадный плац перед дворцом и Тройная липовая аллея. Интерьеры помещения характерны для Бренны. Часто именно в этом помещении сменялся дворцовый караул.
Стены окрашены насыщенным розовым цветом, на их фоне выделяется лепная арматура. Плафон — светлый свод с золочёными доспехами, нарисованными по углам. В центре свода — панно с двуглавым орлом, вокруг него изображена галерея с ионическими пилястрами и полуциркульный украшенный кессонами свод. Изначальная роспись сгорела при пожаре 1803 года, была восстановлена по чертежам Воронихина, в целом сохранившим композицию, восстановлена после войны в 1962 году с учётом идей Воронихина.
Парадный вестибюль и лестницу объединяют общий антаблемент и украшение арматурой.
Лестница отделена от вестибюля овальной лепной аркой с лепными теламонами. В лестничных клетках такие же двери, как и в Парадном вестибюле; одна из дверей ведёт в Итальянский зал, другая — на служебную лестницу, остальные двери ложные.
Парадный вестибюль был открыт после реставрации в 1963 году.

### Камердинерская Павла I
Примыкает к вестибюлю, относится к Восточной анфиладе. Комната ниже прочих, над ней сделаны служебные антресоли, парадного оформления нет — здесь был дежурный офицер, проверяющий посты.

### Камердинерская Марии Фёдоровны
Круглая в плане комната, созданная Бренной в конце 1790-х годов. Стены покрыты зеленоватой клеевой краской, их завершает лепной антаблемент с сильно вынесенным карнизом. На падуге лёгкие узорчатые композиции, над ней в лепной раме плоское круглое перекрытие, расписанное ромбовидными кессонами.

### Туалетная комната (Угловая гостиная)

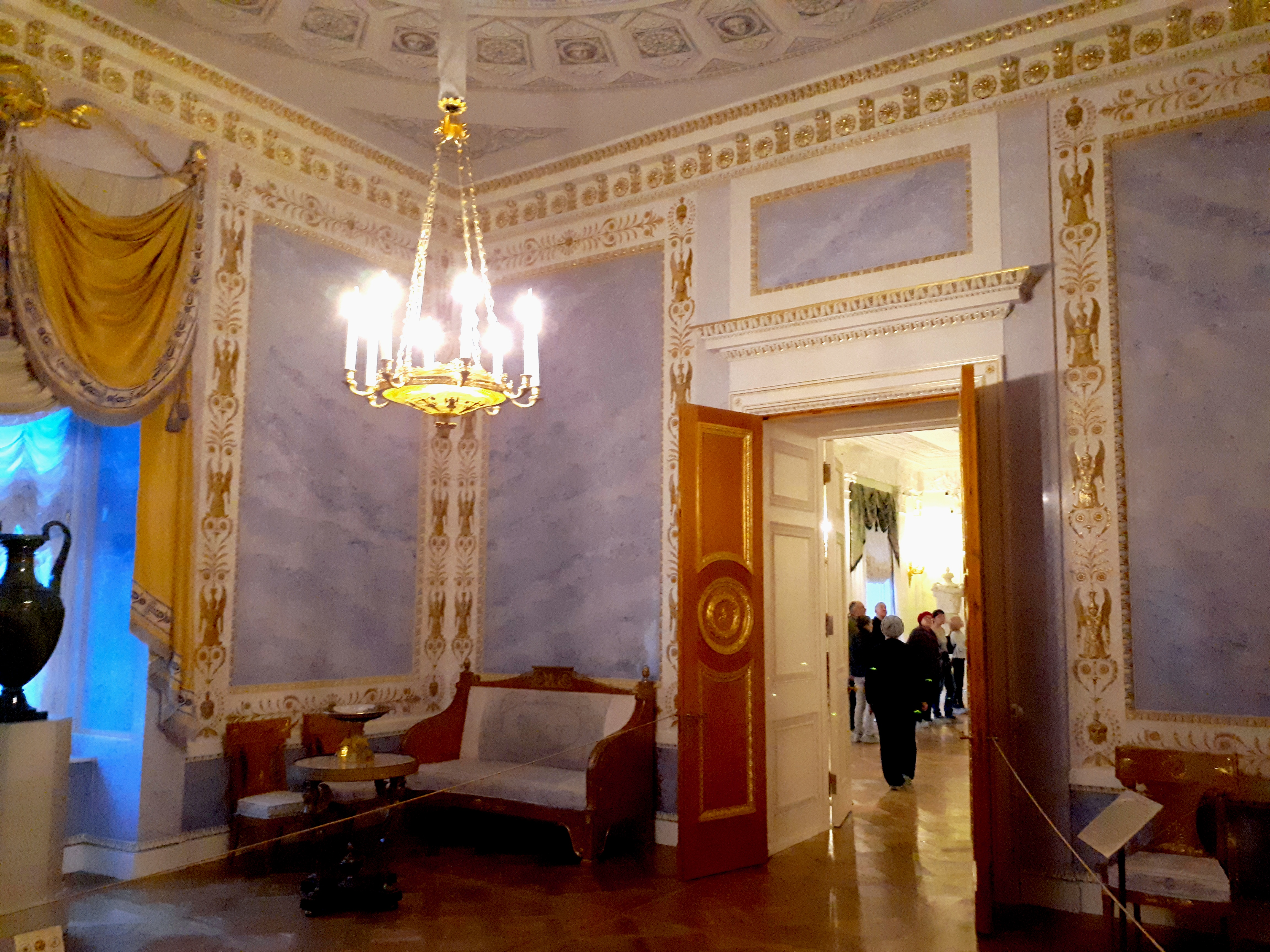
Угловая гостиная

Угловая в главном корпусе. Завершает Восточную анфиладу и ведёт в Северную, также отсюда можно попасть в Северный полуциркуль и Библиотеку Росси.
Отделкой интерьера предположительно занимался Камерон. Стены чётко членятся, орнамент графичен, использована блеклая краска для жасминов на стенах и розовато-сиреневая для лепнины, которая кажется нарисованной. В оконной нише стоит статуя Фавна с пантерой, что соответствует известной любви Камерона к античному искусству. Туалетная была переделана в Гостиную в 1816 году и стала первой работой К. И. Росси после возвращения в Петербург. Помещение было переделано в XIX веке, после войны его восстановили по чертежам Росси.
Открыта после реставрации в 1969 году.

### Комната Росси
Название помещению было дано в процессе реставрации; это переход к библиотеке, лишённый почти всякого декора, созданный для задачи встраивания библиотеки в уже существующий корпус. Почти всю плоскость стен занимают широкие окна.

### Библиотека
Замысел создания библиотеки в этом месте принадлежит Воронихину, но тогда проект не был начат. Библиотека создана в 1822 году Росси, встроена в уже существующий ансамбль дворца. Для помещения были сделаны из берёзы полукругло-изогнутые столы и шкафы, вторящие изогнутым стенам. Их украшения были сделаны цвета тёмной бронзы. Люстры, канделябры и настольные украшения сочетались с узорами мебели и потолочной росписью. Наружные стены были сделаны из дерева для того, чтобы колонны расположенной снизу галереи выдержали нагрузку.
Перекрытие, люнеты и тимпаны расписаны в технике гризайль Б. Медичи, в основном орнаментами, но в торцевых тимпанах — многофигурными композициями. Мебель изготовил мастер В. Бобков.
В 1964 году, в период проведения реставрации, в библиотеке работала выставка «Павловск в произведениях художников».

### Малый кабинет и Библиотека Павла I
Фактически одно помещение, разделённое аркой.
Невысокие шкафы библиотеки одновременно являются постаментами для скульптур, стены помещения украшены коврами (сделанными на парижской мануфактуре Савоннери и подаренными великокняжеской паре Людовиком, с сюжетами из басен Лафонтена). Над дверью расположена лепка с атрибутами науки, в углах помещения стоят белые лепные печи. Лепной карниз и тяга на потолке объединены расписной падугой.
Библиотека была отделана по проекту Бренны, в ней сохранилась спроектированная им мебель. После пожара 1803 года оформление было сделано более строгим — арка между кабинетом и библиотекой лишилась лепнины, остальная лепнина перестала быть позолоченной. Изначальная роспись была сделана Бренной и Я. Меттенлейтером, после пожара роспись сделал Д. Б. Скотти по эскизу Воронихина. В центре перекрытия вставили картину Скотти «Истина, изгоняющая пороки», картина была утрачена в 1944 году и написана заново А. В. Трескиным.
Малый кабинет был оформлен А. Н. Воронихиным и восстановлен в 1964 году.

### Ковровая гостиная (библиотека Марии Фёдоровны)
Боковые стены помещения закрыты гобеленами, в плане и оформлении комната перекликается с Ковровым кабинетом. Низкие книжные шкафы одновременно являются постаментами для скульптуры. Наборный паркет восстановлен по рисункам XVIII века. На гобеленах вытканы рисунки Буше: «Юпитер в облике Дианы и нимфа Каллисто» и «Вертумна и Помона».

### Ковровый кабинет
Изначально оформлен Бренной, после пожара, с внесением изменений — А. Н. Воронихиным. Большая часть стен покрыта коврами, предположительно подаренными цесаревичу Павлу королём Людовиком XVI.
Гобелены созданы по рисункам Франсуа Буше от 1766 года. Большой гобелен — «Венера в кузнице Вулкана», два малых — «Диана и Эндимион» и «Венера на колеснице».
Зал был восстановлен в 1964 году.

### Египетский вестибюль

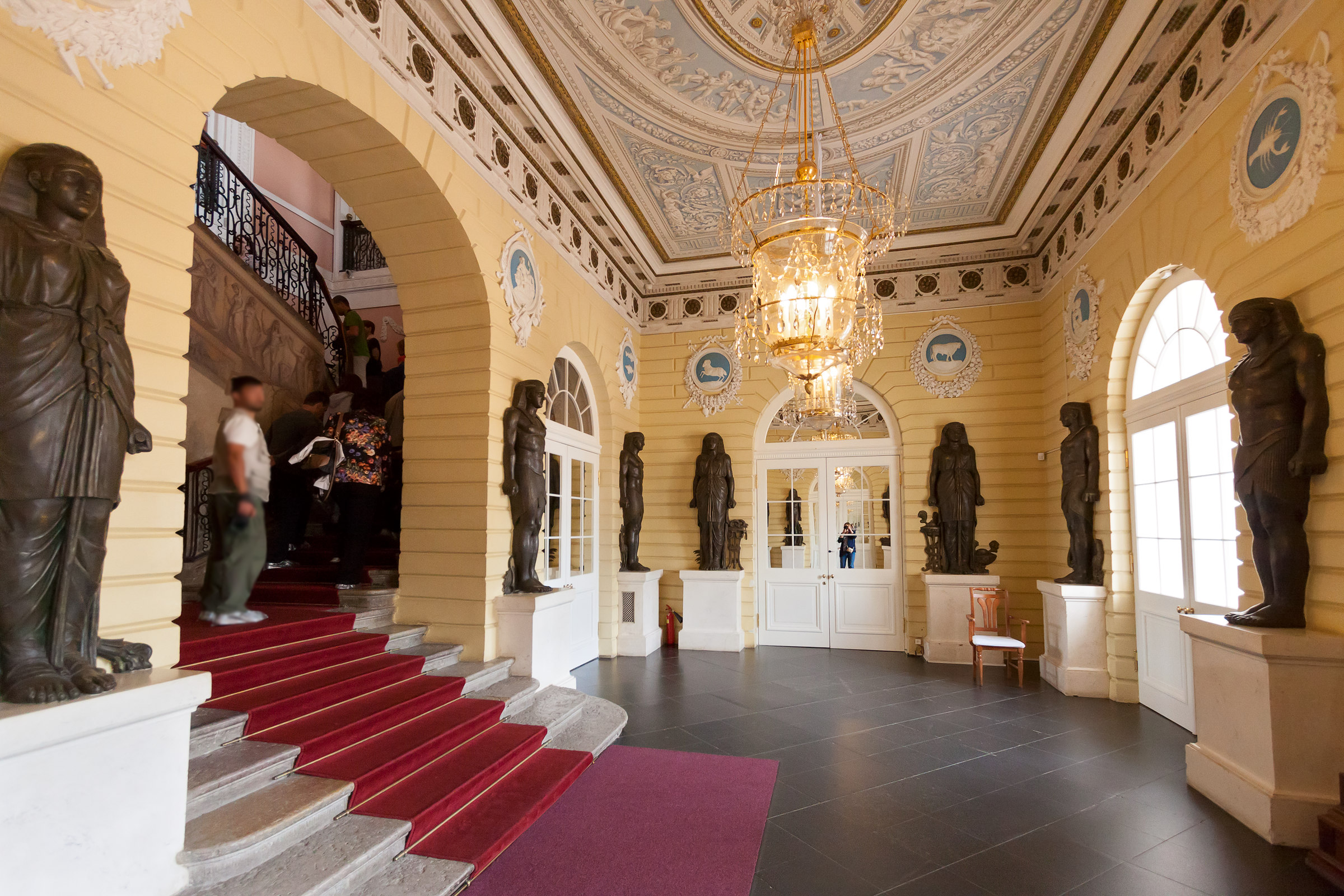
Египетский вестибюль

Помещение пострадало и в пожаре 1803 года, и в пожаре 1944 года.
Помещение оформлено Камероном. Жёлтые стены рустованы (наподобие фасаду дворца), украшены двенадцатью лепными статуями в египтизирующем стиле. Статуи раскрашены под тёмную бронзу. Над каждой статуей размещён плафон с лепными знаками зодиака в окружении соответствующих тому или иному месяцу растений и предметов, роспись плафона сделана по мотивам времён года (её изначальный автор — Карло Скотти, после первого пожара восстановлением занимался Джованни Батиста Скотти). На стене напротив входа расположена фреска работы Скотти, изображающая вход в парк, что по замыслу архитектора смягчало переход из парка в здание. Пол сделан из полированного гранита, как и верхняя площадка парадного крыльца, над стенами проходит лепной фриз. Помещение визуально расширено зеркалами в боковых дверях.
Вестибюль был открыт после реставрации в 1963 году. В зале расположена оригинальная чугунная доска с колонны «Основание Павловска», десять из двенадцати статуй подлинные (восстановленные после пожара 1803 года по эскизам Воронихина). В зале установлены аналогичные оригинальным фонари в бронзовом обрамлении, созданные в России в последней четверти XVIII века.

### Французская гостиная
В 1964 году в помещении проходила выставка по истории восстановительных работ в дворце.

### Тёмная буфетная
Расположена под Итальянским залом, восстановлена в 1963 году. Помещение сделано по проектам и рисункам Воронихина, и в 1964 году тут была выставка «Творчество А. Н. Воронихина в Павловске». Комната была отреставрирована по чертежам и описям 1805—1810 года, с отказом от более поздних наслоений, соответствующих вкусу последовавших владельцев.

### Передняя
У помещения две половины, тёмная (с антресолями) и светлая. В помещении расположены картины А. Мартынова, М. Иванова, Я. Меттенлейтера, Ф. Филиппсона, Г. Кюгельхена и прочих.

### Кабинет-фонарик

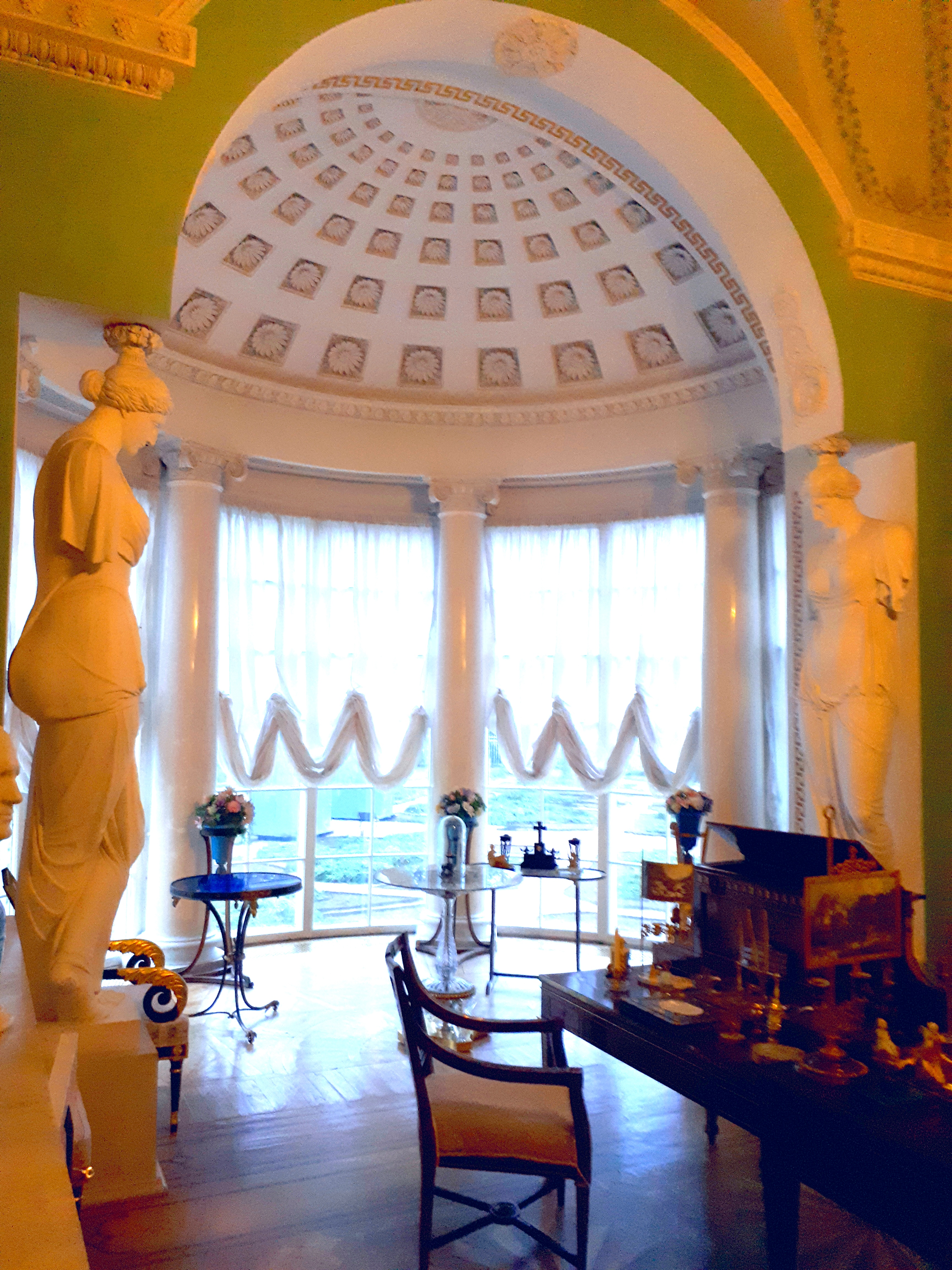
Кабинет-фонарик

Создан Воронихиным в 1807 году. Вместо наружной стены сделан полукруглый выступ в сторону Собственного садика. Выступ, давший залу название, сделан подобно террасе с четырьмя ионическими колоннами, пространство между колоннами застеклено. Вместо обычных розеток свод фонарика украшен лепными ромашками, арку перед фонариком поддерживают лепные кариатиды работы В. И. Демут-Малиновского. В помещении расположены картины Гвидо Рени, Карло Дольчи, Пармиджанино, С. Гоурдона, Ш. Лебрена, П. Миньяра, Я. Брейгеля и других.
Роспись перекрытия помещения изначально делал Д. Б. Скотти, после пожара 1944 года стало видно, что позднее роспись была изменена, но данных об изначальном оформлении осталось мало, поэтому восстановлено позднее оформление. В люнетах были написаны аллегории Живописи, Скульптуры и Архитектуры, до этого — барельефы, сделанные Демут-Малиновским. Открытие кабинета после реставрации состоялось в 1960 году.

### Туалетная нижней анфилады
Отделана Кваренги в 1800—1801 годах. Стены облицованы искусственным мрамором, на широком фризе лёгкая роспись в технике гризайль. Фриз расчленён лепными кронштейнами, на потолке сделана орнаментальная роспись. Туалетный прибор комнаты сделан по рисунку Воронихина из синего и янтарно-оранжевого стекла с золочёной бронзой.

### Овальная Туалетная
Окно комнаты выходило в Парадный двор. В 1797 году комната была переделана Бренной, он изменил ось и объём помещения, пробил окно в стене южного фасада. Стены расписали фресками с видами Павловского парка (Храмом Дружбы и Большим каскадом), в люнетах сделали живописные вставки, лепку и барельефы исполнил И. П. Прокофьев.

### Новый кабинет (бывшая спальня)
Помещение было переделано Кваренги после смерти Павла I. Стены украшены цветным стюком, зеркалами и белым мрамором, расписанным арабесками, а также цветными гравюрами с ватиканскими фресками Рафаэля, парадность помещению придавала лепка с позолотой.

### Будуар
Стены украшены пилястрами из искусственного мрамора ионического ордера с узорчатой росписью в стиле лоджий Рафаэля. На боковых стенах в задней части написаны по сухой штукатурке пейзажи, у задней стены стоит беломраморный камин с двумя порфировыми колоннами. Между пейзажами есть рельефы. Падуги высокие, расписанные. Помещение отделано по проекту Бренны, позже Воронихин добавил лепку над дверьми и светильник из зелёного стекла с бронзой.
Открыт после реставрации в 1967 году.

### Общий кабинет
Помещение восстановлено согласно идее Бренны. Плафон расписан в технике гризайль, его обрамляет лепная падуга. В 1800 году к помещению была пристроена терраса по проекту Кваренги для выхода в Собственный садик.

### Малиновый кабинет (Старый кабинет)
Сравнительно скромно оформленное помещение.

### Спальня
Изначально создана в 1797—1798 годах по проекту Бренны, после пожара 1803 года оформлена в 1805 году по проекту Воронихина. Стены из белого искусственного мрамора, по ним и потолку Скотти написал цветочные гирлянды.Тёмно-голубой плафон украшен золотистыми звёздочками. В комнате расположен портрет Павла I из шерстяных нитей, созданный Шпалерной мануфактурой.
Реставрация росписи комнаты осуществлена А. В. Трескиным. Мебель воссоздана А. М. Хохловым и А. В. Виноградовым.

### Парадная спальня
В комнате стоит большая кровать с золочёной резьбой и расписным шёлком, укрытая балдахином. Таким же шёлком обиты стены и прочая мебель помещения. Роспись на шёлке была сделана Я. Меттенлейтером по эскизам В. Ван-Лейна (Ван-Лауна), её удалось воссоздать по образцу сохранившегося панно XIX века.
Спальня сделана Бренной с частичным использованием проекта спальни Ж. Д. Дюгура. Была открыта после реставрации в 1967 году.

### Палатка
Стены овальные, потолок сводчатый, на них сделана роспись цветочными гирляндами. Форму помещения определил Бренна, оформление было целиком изменено Воронихиным в 1806 году. Балкон из помещения выходит в Собственный садик, Воронихин оформил выход мраморным портиком, а Росси пристроил к этому портику веранду с металлической крышей и узорными фестонами.

### Проходные кабинеты
Два последовательных кабинета соединяют главный корпус с южным полуциркульным крылом. Один из них в плане г-образный, второй — круглый, у первого тонкая лепнина на стенах, второй облицован розовым искусственным мрамором, завершён лепным карнизом, перекрытие над ним расписано.

### Оркестровая комната
Создана по проекту Бренны. На стенах написаны однотонные узоры с медальонами, на которых расположены античные фигуры; орнаментальная роспись сделана и на потолке. В 1873 году в восточную стену вделали несколько античных рельефов. Стены зеленоватые, украшенные лепными цветами и узорами, над стенами сделан пояс барельефов с античными сценами. Роспись потолка имитирует лепку.

## История
Основная концепция дворца появилась предположительно в 1780 году, рвы под фундамент начали копать до официальной закладки. До закладки к марту 1782 года была заготовлена половина необходимого количества тёсаных кирпичей для цоколя, было доставлено более трёх миллионов кирпичей и известь из Тосно.
Здание было заложено 25 мая 1782 года по проекту Чарльза Камерона и по заказу великого князя Павла Петровича и великой княгини Марии Фёдоровны, в этом месяце на строительстве работало ежедневно до 170 каменщиков. Заказчики в это время путешествовали по Европе, переписка архитектора с ними является одним из источников информации о процессе проектирования и строительства, но согласование каждого чертежа сильно задерживало работы. За первый сезон строительства стены были возведены выше чем на 10 метров, вчерновую строительство было окончено в 1783 году, в 1785 году владельцы смогли начать пользоваться первым этажом, отделка второго была завершена в 1792—1793 годах.
Внешний вид главного корпуса не изменился до сих пор. По сравнению с изначальным проектом в колоннадах, соединяющих корпуса, были сделаны стены с нишами. В 1797—1798 годах они были достроены Винченцо Бренной, он добавил лоджии с аркадами и балкон на северном фасаде. К южному корпусу в 1799 году была пристроена терраса, на стеной северной галереи в 1807 году построили «Светлую колоннаду» по проекту Бренны с росписями П. Гонзаго, на которых изображены светлые аркады и уходящие вдаль лестницы. Тогда же были надстроены флигеля по бокам, возведена церковь, два служебных корпуса с севера и с юга.
В отсутствие Бренны за строительством наблюдал Павел Шрётер, работами руководил Пьетро Висконти.
В 1822 году К. И. Росси сделал над галереей библиотеку с арочными окнами и стоящими между ними бюстами философов. Помещение было деревянным и стояло на колоннах, не закрывающих окна Галереи; пристройка была оштукатурена и окрашена так же, как и дворец.
10 января 1803 года в северной половине центрального корпуса загорелось перекрытие между первым и вторым этажами. Пожар шёл больше суток. Почти всё имущество удалось спасти, восстановление поручили сначала Камерону, но потом отдали руководство А. Н. Воронихину. Бренна, уехав из России после смерти Павла I, увёз с собой чертежи; после пожара их частично доставили К. И. Росси, но часть чертежей уже была продана.
Дворец был законсервирован после смерти Марии Фёдоровны (в 1828 году). В 1843—1844 годах А. И. Штакеншнейдер под наблюдением И. Я. Потолова переделал ряд помещений северного флигеля и служебных зданий для приспособления для новых владельцев. В 1855—1858 годах Потолов внёс изменения в отдельные помещения первого этажа главного корпуса, приделав балконы, навесы и лестницы на чугунных столбах. Тогда же строгость парадного двора была нарушена высадкой кустарников и деревьев по обводу, а во дворе установлен памятник Павлу I авторства Витали.
После революции дворец был превращён в музей.
Во время оккупации в 1941—1944 году дворец был разграблен и сожжён при отходе войск. Под руководством Анны Зеленовой часть коллекций удалось эвакуировать, часть была спрятана в Павловске. 

Упоминается в книге Прощание с иллюзиями:
Она окончила Ленинградский университет по специальности искусствовед за несколько лет до войны и вскоре стала куратором Павловского дворца-музея. Когда же немцы оказались рядом и стало ясно, что не сегодня-завтра они займут Павловск, началась паника. Бежали все. Можно было только гадать, какая судьба ожидала дворец, но Анна Ивановна гадать не стала. Имея в своем распоряжении три грузовика с водителями, она совершила свой бессмертный подвиг: тщательнейшим образом собрала по одному образцу каждого экземпляра того, что хранилось во дворце. По одному креслу из каждого набора, по одному дивану, по одному предмету из десятков великолепных сервизов, по одной вилке, ложке, по одному ножу, по одному образцу всех видов обоев, шелков, по одной паркетине из каждой залы и комнаты – словом, не было пропущено ничего из этого бесконечного количества вещей. Все это занесли в специальный реестр, сфотографировали подробнейшим образом, упаковали и погрузили в машины. Я не знаю, правда ли, что Ной спас животный (и растительный?) мир, погрузив на свой ковчег каждой твари по паре, но то, что Анна Зеленова спасла Павловский дворец – это, как говорится, факт. Она была последним гражданским лицом, покинувшим Павловск, ее грузовики отъехали в сопровождении последнего отступавшего советского танка. И она стала первым гражданским лицом, вернувшимся в Павловск, – вошла туда вместе с первой колонной бравших город советских танков, преследовавших бежавших немцев. Я представляю ее, стоящую в открытой башне головного танка, с торчащей изо рта папиросой, с опущенной, как у рвущегося на противника быка, головой, с натянутым на левое ухо беретом, – картина для меня не менее вдохновенная, чем знаменитая «Марианна» («Свобода на баррикадах») Делакруа.
Глядя сквозь меня полными страдания глазами, она рассказала мне, что сотворили фашисты с ее любимым Павловским дворцом.
– Они срубили весь дворцовый парк, все дубы, клены, березы, посаженные двести лет назад. Они мочились и испражнялись в залах и покоях дворца, они испещрили стены матерными словами и гадкими рисунками. Они разрубили бесценные предметы мебели для того, чтобы топить печки. Они уничтожили все, что могли, – полы, стены, зеркала. Эти представители «высшей арийской расы» повели себя хуже гуннов.
Возможно вы, уважаемый читатель, бывали в Павловске или еще побываете. Красота дворца поражает, в голову не придет мысль, что в 1944 году здесь были руины. Если бы не Анна Ивановна Зеленова, реставрация дворца оказалась бы невозможной. Здание восстановили бы, наполнили бы предметами того времени, но отреставрировать, вернуть в то состояние, в каком он некогда был, с учетом всех мельчайших деталей – нет, этого не сделали бы, не имея под рукой образцов всех оригиналов, тех самых образцов, которые собрала и увезла эта уникальная женщина. Я преклоняюсь перед теми художниками, которые годами совершали эту кропотливую работу – работу, говорящую о патриотизме в самом возвышенном и прекрасном смысле этого столь часто извращенного понятия. Я восхищаюсь жителями Павловска, да и всей страны, посылавшими скудные свои деньги на восстановление, тратившими силы и время на уборку разрушенного парка, на посадку деревьев. Сегодня Павловский ансамбль – это краса и гордость страны, не просто исторический объект, а памятник целому народу. Но прежде всего это памятник Анне Зеленовой. Я не верю в загробную жизнь, но хочу думать, что где-то витает ее дух с дымящимся вонючим «беломором» во рту, со съехавшим к левому уху, словно нимб подвыпившего святого, беретом лавандового цвета; он витает и смотрит глазами, полными восторга и удивления, на свой рукотворный памятник.Познер, Владимир Владимирович
Первым руководителем проекта восстановления был Ф. Ф. Олейник, работавший над реставрацией дворца ещё до войны. Ещё в 1944 году был привлечён с военной службы Р. К. Таурит, работавший над консервацией лепки (в дальнейшем в восстановлении лепки участвовали В. И. Большаков, В. И. Григорьев, Н. И. Мальцева и Т. П. Шабалкина). Росписью стен и плафонов при реставрации руководил А. В. Трескин. Научно обоснованный проект реставрации был создан на основе исследований Н. И. Громовой С. В. Поповой-Гунич. Реставрация дворца длилась до 1970 года, первые залы для посетителей открылись в Южном служебном корпусе в 1956 году для выставки художественного убранства Павловского дворца; в 1957 году открылась выставка, посвящённая истории создания ансамбля Павловска. Взамен утраченных предметов Анатолий Михайлович Кучумов с коллегами находили новые, аутентичные эпохе и интерьеру. В 1959 году под его руководством на третьем этаже Павловского дворца в соавторстве с И. М. Гуревичем была открыта выставка «Костюм и портрет XVIII—XIX веков» — первая экспозиция в СССР, посвящённая дворянскому быту как культурно-историческому явлению, что было революционным событием в советском музейном деле.
В интерьерах дворца размещена обширная коллекция картин, произведений декоративно-прикладного искусства: изделий из бронзы, фарфора и уникальной мебели, созданной русскими мастерами по рисункам В. Бренны, А. Н. Воронихина, Н. А. Львова, Ж.-Ф. Тома де Томона.